# Ubley
Ubley är en ort och civil parish i Storbritannien.   Den ligger i kommunen Bath and North East Somerset och riksdelen England, i den södra delen av landet, 180 km väster om huvudstaden London. Ubley ligger 61 meter över havet och antalet invånare är 331.
Terrängen runt Ubley är kuperad åt sydväst, men åt nordost är den platt. Ubley ligger nere i en dal. Runt Ubley är det ganska tätbefolkat, med 144 invånare per kvadratkilometer. Närmaste större samhälle är Bristol, 15,9 km norr om Ubley. Trakten runt Ubley består i huvudsak av gräsmarker.